# بويغ
تعد بويغ شركة عالمية في عالم الموضة والروائح. ويرجع تاريخ تأسيس الشركة إلى العام 1914 على يد أنطونيو بويغ كاستيلو في بارشلونة، إسبانيا. ولا تزال الشركة إلى اليوم تديرها عائلة بويغ.
تُسَوق بويغ منتجاتها في 150 دولة ولها مقررات خاصة بها في 21 منها، ويعمل بها 4472 موظفًا على مستوى العالم.
وقد وصل حجم مبيعاتها في عام 2017 إلى 1935 مليون يورو في صافي الإيرادات و228 مليون يورو في صافي الدخل.
وتعمل بويغ في كل من مجالي الموضة والعطور، مستخدمة العلامات التجارية كارولينا هريرا، ونينا ريتشي، وباكو رابان. وفي مجال صناعة الموضة، تملك أيضًا غالبية أسهم جون بول جوتييه.
وفي مجال العطور، تعمل أيضًا باستخدام العلامات التجارية [كوم دي جارسون]، وبرادا، وفالنتينو، بالإضافة إلى علامات تجارية أخرى.

## التاريخ

### السنوات الأولى

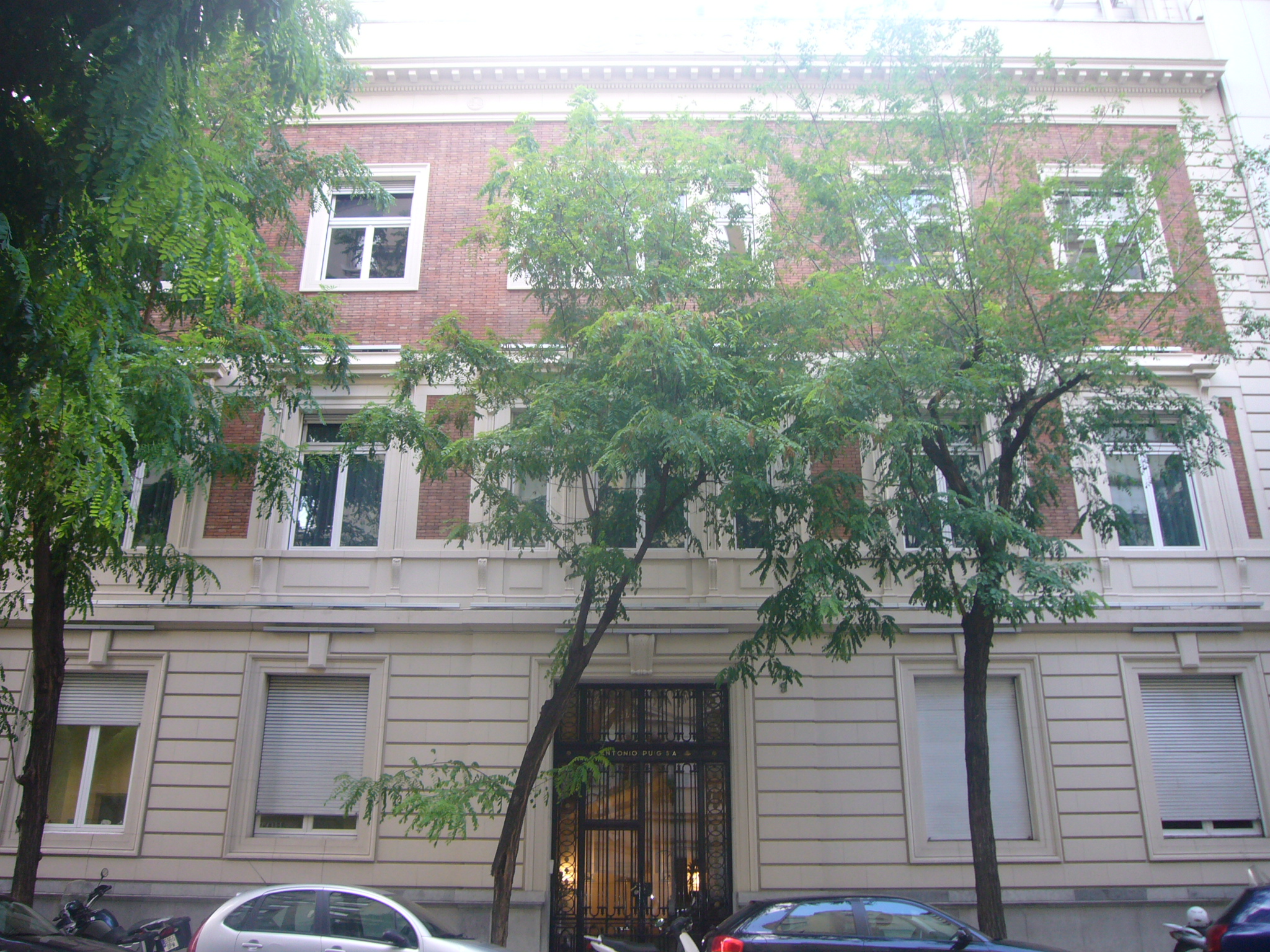
المقر القديم لشركة بوتش، في ترافيسيرا دي جراسيا، برشلونة.

ترجع بدايات الشركة إلى العام 1914 عندما أسس أنطونيو بويغ كاستيلو الشركة من منطلق عشقه للفن. واتخذت الشركة أولًا اسم مؤسسها، أنطونيو بويغ ش.م. منذ البداية، وجهت الشركة أعمالها نحو مجال منتجات التجميل والروائح.
عام 1922 قامت الشركة بطرح «ميلادي» في الأسواق، حيث كان أول أحمر شفاه صنع في إسبانيا.
في الأربعينات من القرن الماضي، بدأت الشركة طرح عطر أجوا لافاندا بويغ في الأسواق،
والذي أصبح من أبرز منتجات الشركة.
وفي خلال هذه السنوات، قرر المؤسس أنطونيو بويغ نقل المصنع والمكتب إلى مبنى يقع في شارع ترافيسيرا دي جراسيا، في حي جراسيا في بارشلونة.
في السنوات اللاحقة، انضم إلى الشركة أبناء مؤسس الشركة الأربعة. وعلى الرغم من أن الانتقال تم بصورة تدريجية، إلا أن أنطونيو بويغ في نهاية المطاف أولى مهمة اتخاذه للقرارات إلى أبناءه: فيتخصص أنطونيو ومارينو في مجال العطور، وجوزيه ماريا في قسم التنويع والتوسع، وإنريك في العلاقات المؤسسية.

### التوسع العالمي
بدأت الشركة في التوسع عالميًا في 1959 ببناء مصنعًا جديدًا في الولاية الصناعية البيزوس والمريسمي، في برشلونة، بالإضافة إلى إنشاء أول فرع للشركة خارج إسبانيا، في الولايات المتحدة. وقد حصل فرع مكتب الولايات المتحدة على دفعة قوية من خلال خطاب كتبه طالبًا إسبانيًا في جامعة آيوا، حين تأسف على عدم إمكانية شراء أجوا لافاندا بويغ في الولايات المتحدة، وفقًا لما أكدته مصادر بالشركة في سنوات لاحقة.
وفي عام 1968، افتتحت بويغ فرعًا لها في باريس، وتزامن ذلك مع انضمام العلامة التجارية للمصمم الإسباني باكو رابان إلى الشركة. وفي عام 1969، أثمر ذلك التعاون عن طرح عطر «كالاندري» في الأسواق. وفي عام 1979 قامت الشركة بإنشاء مصنع عطور في شارتتس، فرنسا. وفي عام 1987، قامت بويغ بشراء بيت أزياء باكو رابان.
وكان الاتفاق الذي توصلت إليه الشركة في الثمانينات من القرن الماضي مع المصممة الفنزويلية كارولينا هريرا في نيويورك لصناعة وتسويق جميع عطورها من إحدى الخطوات الأكثر أهمية التي أخذتها الشركة نحو التوسع العالمي. وفي السنوات التالية، في عام 1995، انضمت شركة بيت أزياء كارولينا هريرا أيضًا إلى بويغ.

### تغيير الاسم: مجموعة بويغ للجمال والموضة

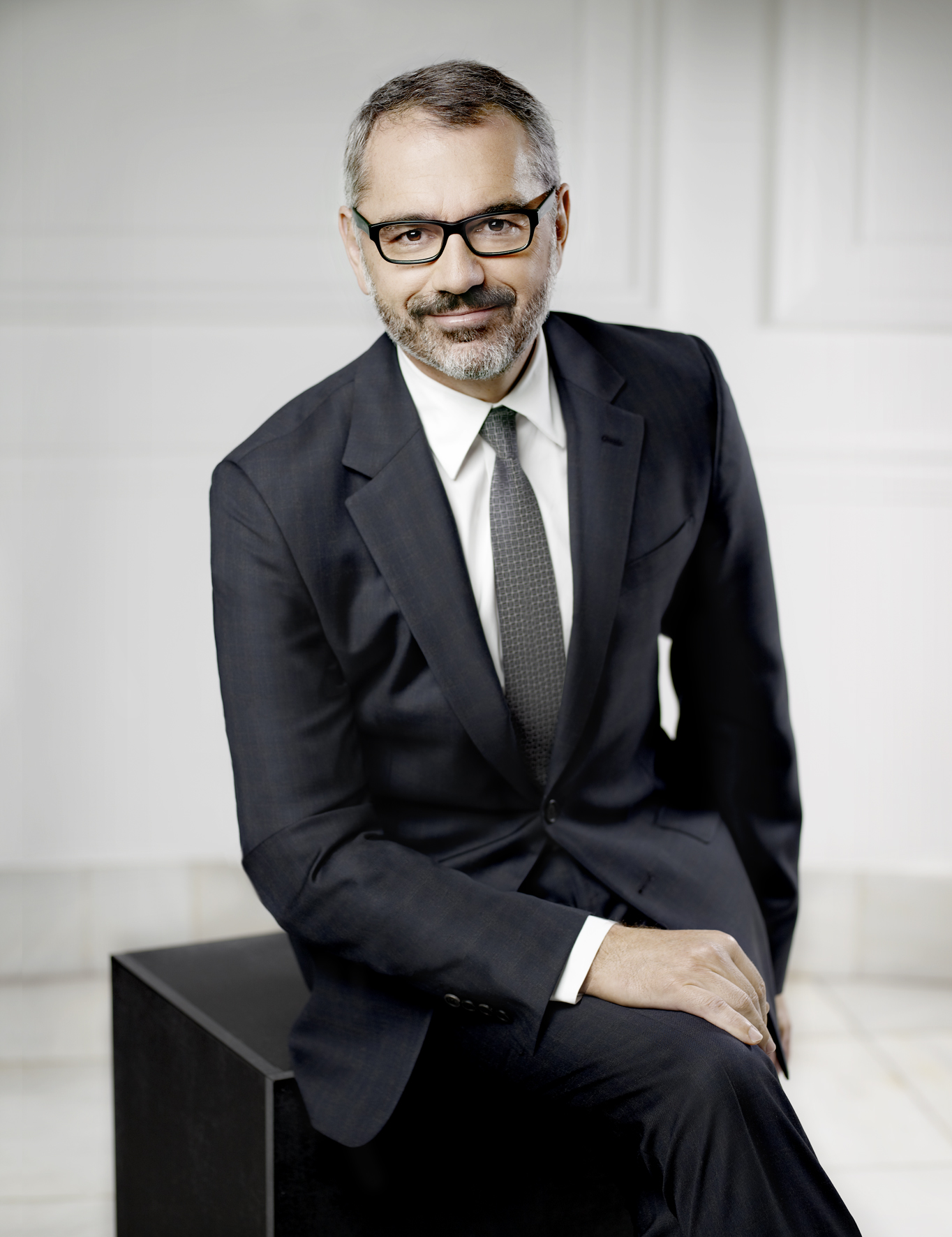
مارك بويغ، المدير التنفيذي للشركة.

في عام 1997، توصلت بويغ إلى اتفاقية مع أنطونيو بانديراس لإنشاء العلامة التجارية «عطور أنطونيو بانديراس» ثم ضمه إلى أعمال الشركة التجارية. في السنوات التالية ضمت الشركة نينا ريتشي، استمرارًا في سياسة ضم العلامات التجارية البارزة. ونظرًا للنمو التجاري، في عام 1999، أعادت عائلة بويغ تأسيس الشركة، بتغيير اسمها إلى مجموعة بويغ للجمال والموضة، مع الإبقاء على نفس الهيكل والخطوط التجارية الثلاث: الأزياء، والعطور، ومواد التجميل.
ومستمرة في خطاها من خلال سياسة التوسع، اشترت بويغ الشركتين الإسبانيتين عطور جال وميرورخيا وكان من ثمار هذه الخطوات أن أصبحت بويغ رائدة السوق الإسبانية. وكان من ثمار عمليات الشراء هذه أيضًا، أن تم ضم العلامات التجارية أدولفو دومينيجيز، وماسيمو دوتي وهنو دي برافيا، وعلامات أخرى إلى بويغ.
وفي عام 2002، انضمت شركة الأزياء الفرنسية كوم ديه جارسون إلى الشركة، وبعد عام واحد فقط، أتى الدور على برادا الإيطاليا. وأصبحت كلا الشركتين جزءًا من كتالوج بويغ للعطور.
في السنوات العشر الأول من الألفية الثانية، حدثت تغييرات في الفريق الإداري للشركة، حيث أصبح مارك بويغ أحد أفراد الجيل الثالث للعائلة، هو المدير العام الجديد  وأصبح المدير التنفيذي للشركة في 2007، تاركًا منصب نائب الرئيس إلى مانويل بويغ وفي عام 2008 توصلت الإدارة الجديدة إلى اتفاقية مع المغنية الكولومبية شاكيرا لصناعة عطورها الخاصة.

### بويغ اليوم

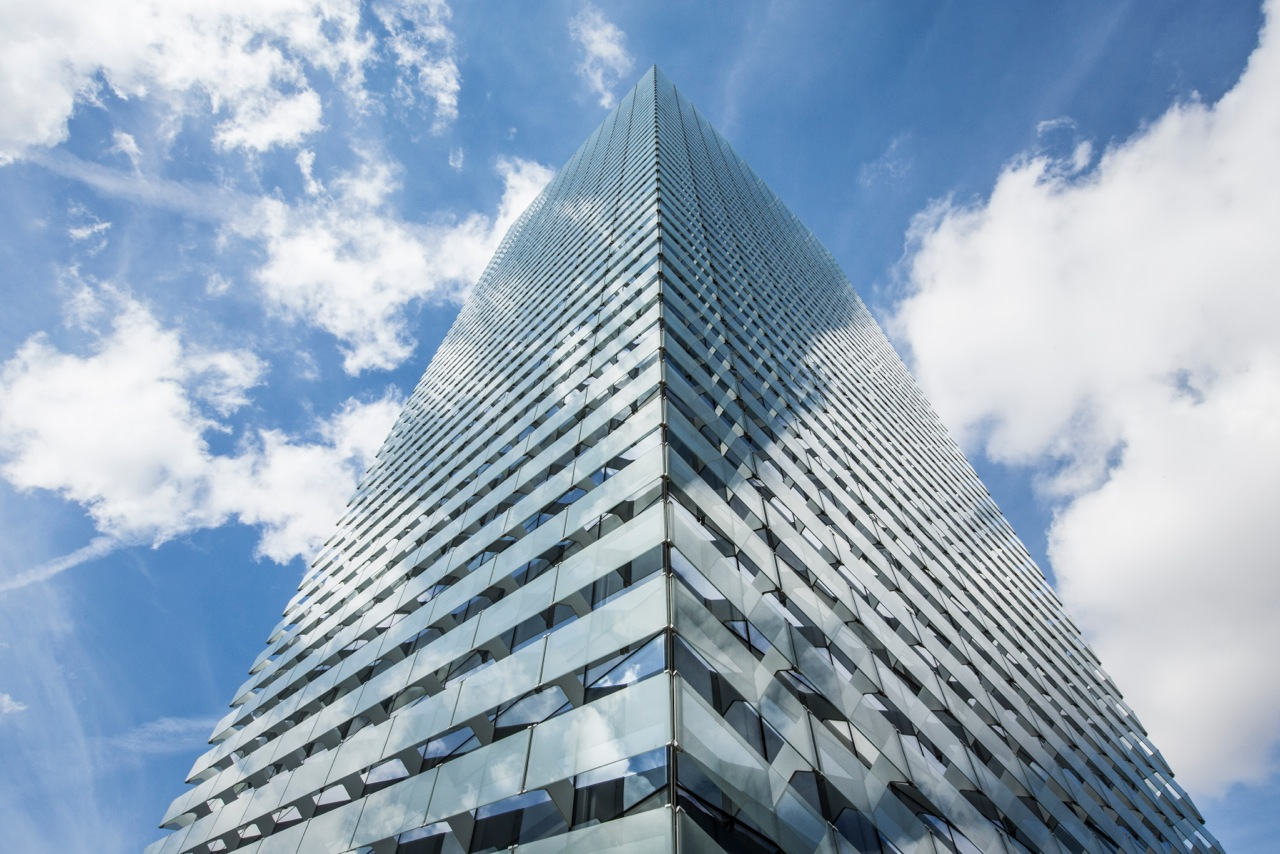
برج بوتش، ميدان بلازا دي يوروبا، هوسبيتالت دي يوبريغات (برشلونة).

في عام 2009، غيرت مجموع بويغ للجمال والموضة اسمها التجاري للمرة الثانية، لتصبح معروفة باسم بويغ ببساطة.
ومن آخر العلامات التجارية التي انضمت إلى هيكل بويغ، كانت العلامة التجارية للمصمم الإيطالي فالنتينو (في 2010) والعلامة التجارية للفرنسي جون بول جوتييه. وأصبحت بويغ أيضًا بشراء هذه العلامة التجارية الأخيرة، مالكة لغالبية الأسهم، بشرائها 45% من أسهم المجموعة الفرنسية هيرمس و10% من جون بول جوتييه نفسه، والذي أبقى، على الرغم من ذلك، على الاتجاه الفني للعلامة التجارية التي تحمل اسمه. خلال سنة 2013، نقلت شركة بوتش مقرها في فرنسا إلى شارع الشانزليزيه الشهير في باريس.
سنة 2014، احتفلت الشركة بالذكرى المئوية لتأسيسها بافتتاح مقرها الجديد الذي يقع في ميدان بلازا دي يوروبا ببلدية هوسبيتاليت دي لوبريغات والذي يعرف باسم تورّي بوتش. هذا البرج هو من تصميم المهندس المعماري رافايل مونيو الحاصل على جائزة بريتزكر، وGCA Arquitectos. قام بافتتاح المبنى أميرا أستورياس. وقد حصل هذا البرج على شهادة «ليد» الذهبية، تقديرا للجودة البيئية للمبنى. ويوجد في مدخل المبنى تمثالا لـخوان ميرو تنازلت عنه مؤسسة جوان ميرو لمدة عامين.
```
من ناحية أخرى، بوج قد عملت في السنّوات الأخيرة على النّمو من خلال الاستحواذ على علامات تجاريّة جديدة ذو أسواق متخصصة. اليوم بوج لها أغلبيّة الحصص في درايز فان نوتن، بينما أيضاً تقود تطوير بنهاليغونس ولارتزان برفيومي - ذو نشاط حصري في باريس. بالإضافة إلى ذلك، قد أكملت بوج إستحواذها على غالبية شركة اريك باتربو لوس أنجلس، وقد توّصلت إلى اتّفاق مع كريستيان لوبوتين لتطويرأعماله في عالم التّجميل.
[
33
]
```

## الاحصائيات
تملك بويغ حاليًا 5 مصانع إنتاج، أربعة منها تقع في أوروبا، وواحدًا في المكسيك، منتجة في الإجمالي 331 مليون وحدة عطر كل عام. وبهذا القدر من الإنتاج، وصلت بويغ في عام 2010 إلى حصة 7.6% من تجارة العطور على مستوى العالم، في حين كان نصيبها العالمي قبل خمس سنوات 3.5%، وهذا يعني أن بويغ حصلت بويغ 35% من النمو العالمي خلال فترة خمس سنوات.
تبيع بويغ منتجاتها في 140 دولة ولها مقرات خاصة بها في 21 منها، ويعمل بها 4204 موظفًا على مستوى العالم. وقد وصل حجم مبيعاتها في عام 2013 إلى 1499 مليون يورو في صافي الإيرادات و176 مليون يورو في صافي الدخل.

## الارتباط بعالم الإبحار

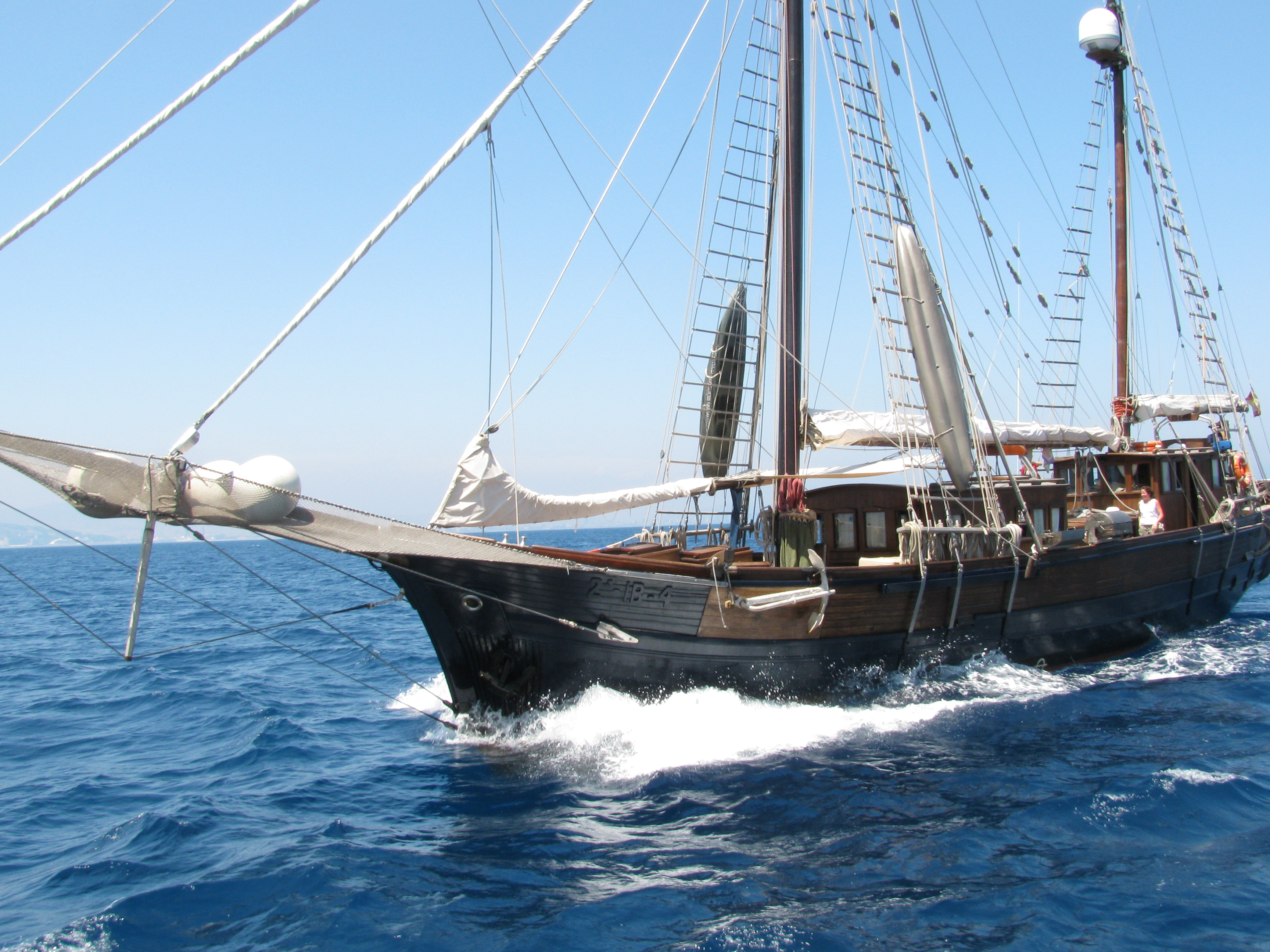
إحدى السفن الكلاسيكية في عام 2010 في سباق الزوارق الشراعية "بويغ فيلا كلاسيكا".

طالما كانت عائلة بويغ قوية الارتباط بعالم الإبحار، بالأخص بفضل إنريك بويغ، مدير الشركة، ورئيس عرض «صالون نوتيكو» ونادي يخت بارشلونة رويال. وكانت الشركة الراعي لكأس كوبا ديل راي دي فيلا من عام 1984 إلى عام 2006.
وكانت الشركة هي مالك سفينة وراعي زورق الإبحار «آزور دي بويغ». وشارك هذا الزورق في غالبية فاعليات الإبحار الهامة على مستوى العالم. وكان أحد أفراد طاقم الزورق المنتظمين به إنفنتانا كريستينا، أصغر بنات الملك خوان كارلوس الأول في إسبانيا.
ومنذ عام 2008، وبالتعاون مع نادي يخت بارشلونة رويال، تدعم الشركة وترعى سباق «بويغ فيلا كلاسيكا»، الذي يجرى في مياه برشلونة في شهر يوليو/ تموز من كل عام. ومن أبرز مميزات هذا السباق أنه مخصص للزوارق التقليدية والكلاسيكية فقط. ويعد هذا السباق أحد أكبر سباقات الزوارق الكلاسيكية على مستوى العالم.

## خارجية وصلات
- الموقع الرسمي لبويغ
- الموقع الرسمي لكارولينا هريرا
- الموقع الرسمي لنينا ريتشي
- الموقع الرسمي لباكو رابان نسخة محفوظة 2 فبراير 2007 على موقع واي باك مشين.
- الموقع الرسمي لجون بول جوتييه
- الموقع الرسمي لبويغ فيلا كلاسيكا